# 霍季米爾
48°45′26″N 25°6′24″E / 48.75722°N 25.10667°E
霍季米爾（烏克蘭語：Хотимир），是烏克蘭西部的村莊，隸屬伊萬諾-弗蘭科夫斯克州的伊萬諾-弗蘭科夫斯克區。該村始建於1444年，面積27.2平方公里，人口700，人口密度每平方公里32.7人。
1. ↑  . 2023-12-12  [2025-07-11] （乌克兰语）.